# Neobisium phaeacum
Neobisium phaeacum är en spindeldjursart som beskrevs av Volker Mahnert 1973. Neobisium phaeacum ingår i släktet Neobisium och familjen helplåtklokrypare. Inga underarter finns listade i Catalogue of Life.